# 이리 블레이즈
| 이리 블레이즈 | |
| 콘퍼런스      | |
| 디비전        | 사우스 디비전 (1981년~1982년) |
| 설립연도      | 1975년 (1981년 AHL 가입) |
| 해체연도      | 1982년 |
| 역사          | 이리 블레이즈 (1975년~1982년) 볼티모어 스킵잭스 (1982년~1993년) 포틀랜드 파이리츠 (1993년~2016년) 스프링필드 선더버즈 (2016년~현재) |
| 경기장        | 이리 카운티 필드 하우스 |
| 연고지        | 펜실베이니아주 이리 |
| 상징색        | 오렌지, 검정, 하양 |
| 구단주        | |
| 단장          | |
| 감독          | |
| NHL 제휴      | |
| ECHL 제휴     | |
| 정규시즌 우승 | NEHL : 1 (1979) EHL : 2 (1980, 1981)                                                                                                |
| 콘퍼런스 우승 | |
| 디비전 우승   | |
| 칼더 컵       | |
| 영구 결번     | |

이리 블레이즈(Erie Blades)는 미국 펜실베이니아주 이리를 연고지로 하는 1981년부터 1982년까지 AHL 소속되었던 아이스 하키팀이다.
1982년 연고지를 메릴랜드주 볼티모어 (볼티모어 스킵잭스)로 이전했다.

## 역대 홈경기장
| 이리 블레이즈           |               |          |                     |      |
| 경기장                  | 사용기간      | 수용인원 | 장소                | 비고 |
| 이리 카운티 필드 하우스 | 1975년~1982년 | 5,250명  | 펜실베이니아주 이리 | 빈칸 |